# Luboš Hilgert (piragüista, 1986)
Luboš Hilgert (17 de diciembre de 1986) es un deportista checo que compitió en piragüismo en la modalidad de eslalon.
Ganó una medalla de bronce en el Campeonato Mundial de Piragüismo en Eslalon de 2007, en la prueba de K1 por equipos.
Sus padres, Luboš y Štěpánka, sus tíos Ivan Hilgert y Marcela Košťálová y su prima Amálie compitieron en el mismo deporte.

## Palmarés internacional
| Campeonato Mundial | Campeonato Mundial     | Campeonato Mundial | Campeonato Mundial |
| Año                | Lugar                  | Medalla            | Competición        |
| ------------------ | ---------------------- | ------------------ | ------------------ |
| 2007               | Foz do Iguaçu (Brasil) | Medalla de bronce  | K1 por equipos     |